# Joseph Neundorfer
Joseph Neundorfer (* 21. November 1901 in Frensdorf; † 21. November 1997 in Bamberg) war ein deutscher Politiker (CSU).
Neundorfer besuchte die Volksschule und die Lehrerbildungsanstalt, die er mit dem Ablegen beider Lehramtsprüfungen verließ. Daraufhin war er sowohl Lehrer als auch Schulleiter einiger Arbeiter- und Bauerngemeinden. Es folgte ein kurzer Studiengang in Philosophie und Pädagogik an der Universität München. Nachdem er am Zweiten Weltkrieg teilnahm und in Kriegsgefangenschaft saß, wurde er Schulleiter in Bischberg und Fortbildungsleiter. 1950 wurde er Schulrat in Staffelstein, 1952 wechselte er in den Landkreis Bamberg, wo er für das östliche Kreisgebiet zuständig war und zuletzt zum Oberschulrat aufstieg, bis er 1965 in den Ruhestand ging. Ferner war er noch Bezirksvorsitzender der Katholischen Erziehergemeinschaft Oberfranken und gehörte dem Diözesanfamilienrat in Bamberg an.
Neundorfer saß im Gemeinderat und war Kreisrat des Landkreises Bamberg. Von 1958 bis 1970 vertrat er den Stimmkreis Bamberg-Land als direkt gewählter Abgeordneter im Bayerischen Landtag.